# Метрополитен Саппоро
Метрополитен Саппоро (яп. 札幌市営地下鉄 Саппоро сиэй тикатэцу) — система метро в японском городе Саппоро.
Состоит из трёх линий общей протяжённостью 48 километров, все линии полностью автоматизированы. Метрополитен Саппоро насчитывает 49 станций, на всех станциях установлены автоматические платформенные ворота.. Метрополитен Саппоро управляется государственной транспортной компанией и вместе с автобусами и трамваями формирует систему общественного транспорта административного центра провинции Хокайдо. Метро Саппоро – самый популярный, удобный и выгодный вид общественного транспорта, услугами которого каждый день пользуется более полумиллиона пассажиров.
Метрополитен на шинном ходу с направляющей балкой в центре. Железнодорожных путей нет.

## История

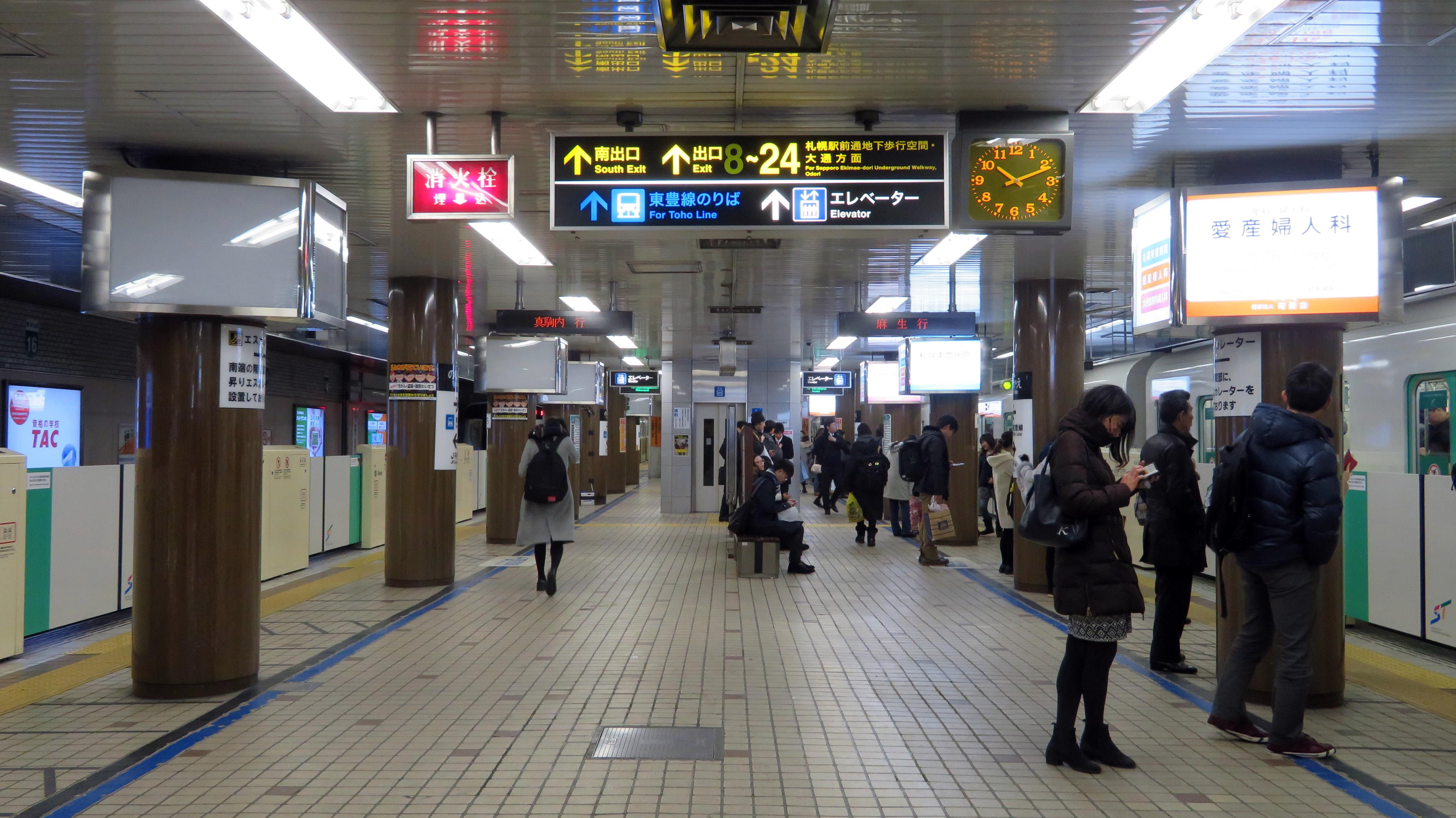
Платформа станции Саппоро

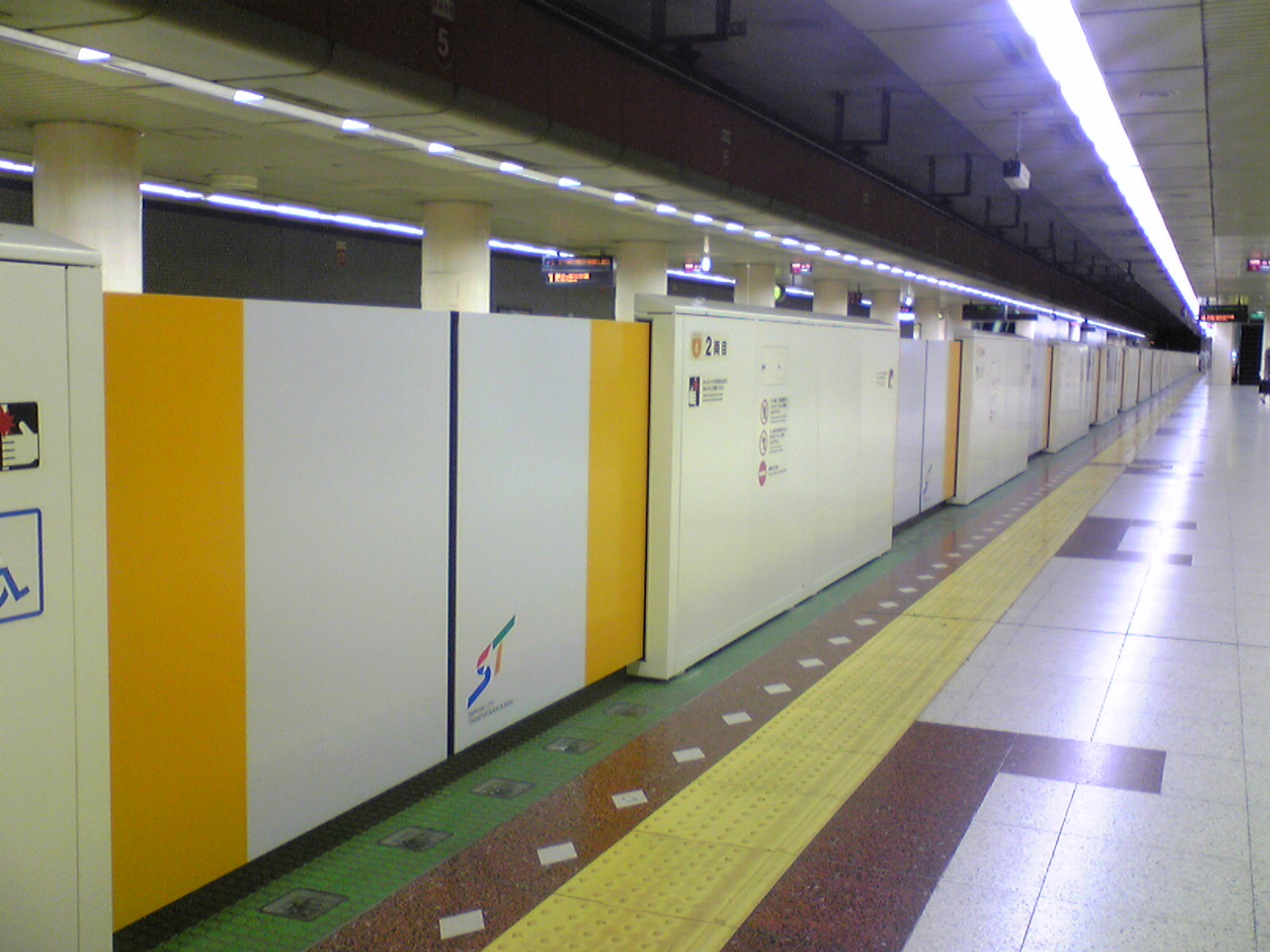
Станция Нанго-7-тёмэ, линии Тодзай (снимок от 14 июля 2008 года) с автоматическими платформенными воротами, установленными 13 февраля 2008 года, впервые на станции метрополитена Саппоро.

Строительство начато в 1969 году, первая линия метрополитена открыта 16 декабря 1971 года в преддверии Зимней Олимпиады в Саппоро (1972). В 1976 и 1988 годах открылись ещё две линии. С 2008 по 2017 год на всех станциях были установлены автоматические платформенные ворота (с сентября 2008 по март 2009 года на линии Тодзай, с июля 2012 по март 2013 года на линии Намбоку, с июля 2016 по март 2017 года на линии Тохо).

## Линии
| Цвет      | Цвет | Название               | Обозначение | Открыта | Открытие последнего пускового участка | Длина км/миль      | Количество станций |
| --------- | ---- | ---------------------- | ----------- | ------- | ------------------------------------- | ------------------ | ------------------ |
| зелёная   |      | Первая линия — Намбоку | N           | 1971    | 1978                                  | 14,3 км (8,9 миль) | 16                 |
| оранжевая |      | Вторая линия — Тодзай  | T           | 1976    | 1999                                  | 20,1 км (12 миль)  | 19                 |
| голубая   |      | Третья линия — Тохо    | H           | 1988    | 1994                                  | 13,6 км (8,5 миль) | 14                 |